# Klaus Thunemann
Klaus Thunemann (Magdeburgo, 19 aprile 1937) è un fagottista tedesco, considerato il migliore fagottista della sua generazione.
Ha contribuito alla rivalutazione e diffusione del fagotto in tutto il mondo.
Nella sua lunga carriera ha suonato insieme a musicisti di fama mondiale come Heinz Holliger, Hermann Baumann, Maurice Bourgue, Gidon Kremer (Ottetto di Schubert) e Alfred Brendel (quintetti per pianoforte e fiati di Mozart e Beethoven), oltre a aver collaborato con esponenti di rilievo del jazz e della musica improvvisata come Eberhard Weber negli anni '70. 
Molto conosciute e apprezzate sono le sue registrazioni, molte per l'etichetta Philips: concerti di Mozart, Weber, Hummel, Danzi, Vivaldi oltre alla sonata di Sains-Saens, il trio di Poulenc e le serenate per fiati di Mozart.